# 卡萨特哈达
卡萨特哈达，是西班牙埃斯特雷马杜拉卡塞雷斯省的一个市镇。总面积112平方公里，总人口1242人（2001年），人口密度11人/平方公里。